# 049 (prefisso)
049 è il prefisso telefonico del distretto di Padova, appartenente al compartimento di Venezia.
Il distretto comprende la parte settentrionale ed orientale della provincia di Padova e alcuni comuni della città metropolitana di Venezia. Confina con i distretti di Bassano del Grappa (0424) e di Montebelluna (0423) a nord, di Treviso (0422) a nord-est, di Venezia (041) a est, di Adria (0426) a sud-est, di Rovigo (0425) a sud, di Este (0429) a sud-ovest e di Vicenza (0444) a ovest.

## Aree locali e comuni
Il distretto di Padova comprende 74 comuni compresi nelle 6 aree locali di Camposampiero (ex settori di Camposampiero e Piazzola sul Brenta), Cittadella, Conselve (ex settori di Battaglia Terme e Conselve), Padova (ex settori di Campodarsego, Padova, Stra e Villafranca Padovana), Piove di Sacco e Teolo (ex settori di Mestrino e Teolo). I comuni compresi nel distretto sono: Abano Terme, Agna, Albignasego, Anguillara Veneta, Arre, Arzergrande, Bagnoli di Sopra, Battaglia Terme, Borgoricco, Bovolenta, Brugine, Cadoneghe, Campo San Martino, Campodarsego, Campodoro, Campolongo Maggiore (VE), Camposampiero, Candiana, Carmignano di Brenta, Cartura, Casalserugo, Cervarese Santa Croce, Cittadella, Codevigo, Conselve, Correzzola, Curtarolo, Due Carrare, Fontaniva, Galliera Veneta, Galzignano Terme, Gazzo, Grantorto, Legnaro, Limena, Loreggia, Maserà di Padova, Massanzago, Mestrino, Montegrotto Terme, Noventa Padovana, Padova, Piazzola sul Brenta, Piombino Dese, Piove di Sacco, Polverara, Ponte San Nicolò, Pontelongo, Rovolon, Rubano, Saccolongo, San Giorgio delle Pertiche, San Giorgio in Bosco, San Martino di Lupari, San Pietro in Gu, Santa Giustina in Colle, Sant'Angelo di Piove di Sacco, Saonara, Selvazzano Dentro, Stra (VE), Teolo, Terrassa Padovana, Tombolo, Torreglia, Trebaseleghe, Tribano, Veggiano, Vigodarzere, Vigonovo (VE), Vigonza, Villa del Conte, Villafranca Padovana, Villanova di Camposampiero e Vo' .